# Byttneria morifolia
Byttneria morifolia är en malvaväxtart som beskrevs av José Jéronimo Triana och Planch.. Byttneria morifolia ingår i släktet Byttneria och familjen malvaväxter. Inga underarter finns listade i Catalogue of Life.